# Ulica św. Rocha w Częstochowie
Ulica św. Rocha – ważna częstochowska ulica zaczynająca się pod Jasną Górą na Rynku Wieluńskim. Ulica prowadzi do granicy miasta (wylot z Częstochowy na Wieluń). Na przeważającym odcinku posiada status drogi krajowej nr 43. W czasach PRL – do grudnia 1985 roku – leżała w ciągu drogi państwowej nr 236, łączącej Częstochowę z Wieluniem i drogą międzynarodową E12 w Walichnowach.
Przy ulicy św. Rocha 79 znajduje się cmentarz św. Rocha założony w 1641 roku oraz cmentarz ewangelicko-augsburski założony w 1860 roku.

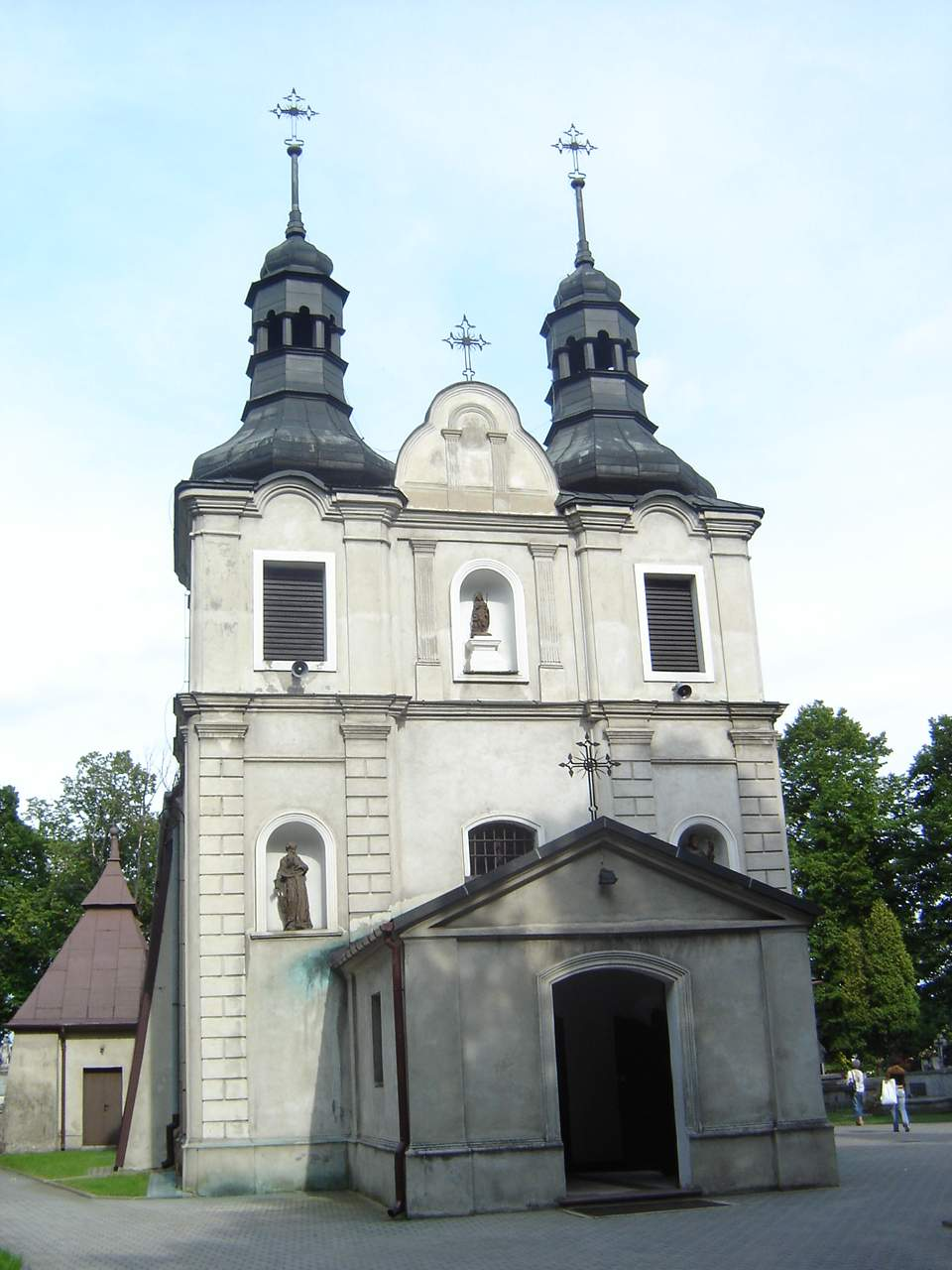
Kościół pw. św. Rocha i św. Sebastiana na terenie cmentarza św. Rocha
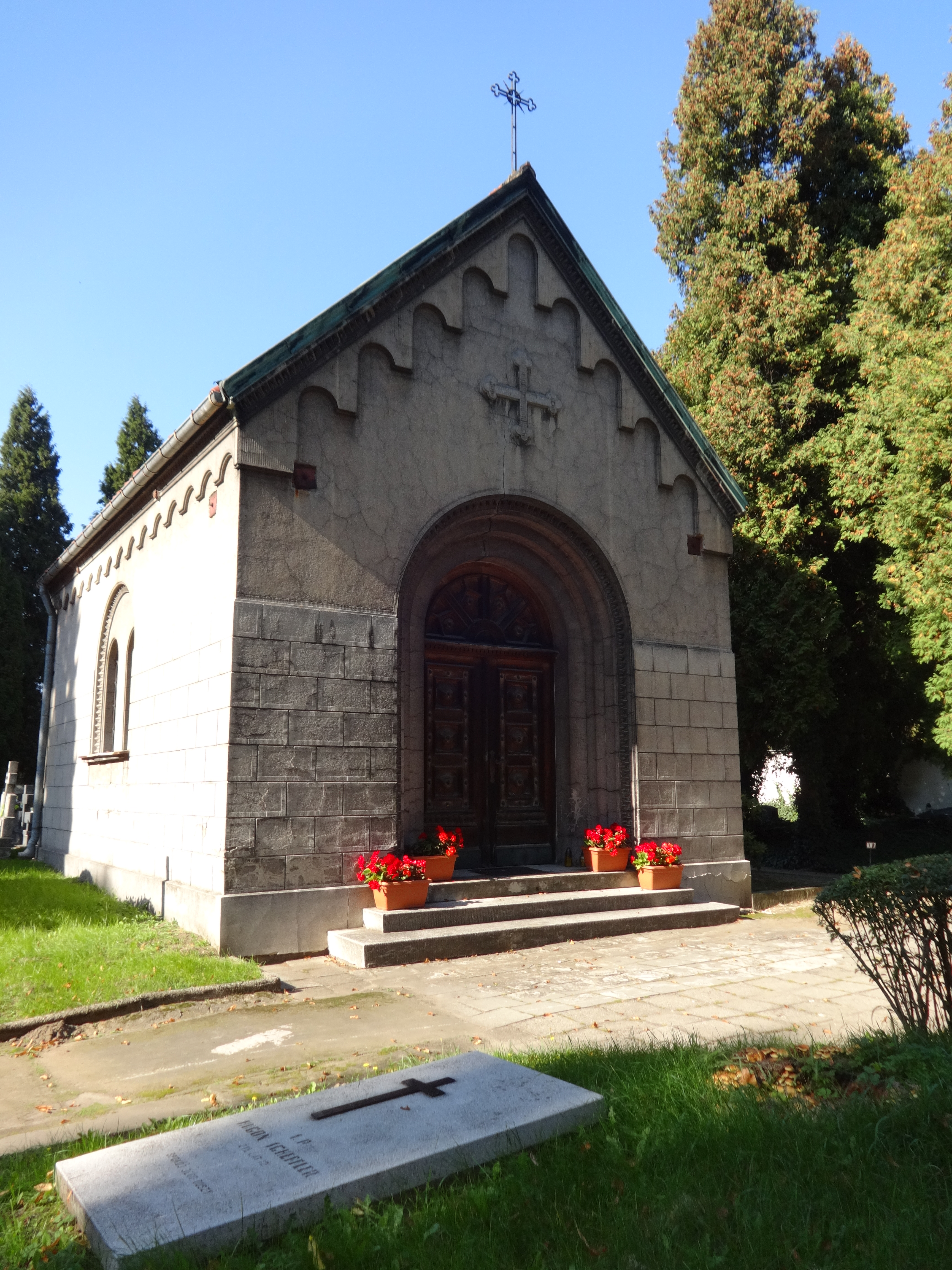
Kaplica- grobowiec rodziny Steinhagenów na terenie cmentarza ewangelicko-augsburskiego